# Heteropneustes
Heteropneustes là một chi cá da trơn, được một số tác giả xếp trong họ Clariidae, nhưng một số tác giả khác coi là thuộc họ riêng của chính nó là Heteropneustidae (đều thuộc bộ Siluriformes).

## Số loài
Hiện nay người ta công nhận chi này có 5 loài, bao gồm:
- Heteropneustes fossilis (Bloch, 1794): Phân bố rộng rãi ở Nam Á.
- Heteropneustes kemratensis (Fowler, 1937): Có nguồn gốc từ các lưu vực sông Mekong, Chao Phraya, và sông Tapi
- Heteropneustes longipectoralis Rema Devi & Raghunathan, 1999: Ấn Độ
- Heteropneustes microps (Günther, 1864): Sri Lanka, có ghi nhận tại Ấn Độ.
- Heteropneustes nani Hossain, Sarker, Sharifuzzaman & Chowdhury, 2013[3]: Phát hiện và mô tả năm 2013 tại Bangladesh.

## Đặc điểm
Thân của các loài trong chi này dài và chắc với một cái đầu rất dẹt. Chúng có một túi khí có vai trò như một lá phổi kéo dài từ khoang mang. Vây lưng ngắn và không có gai vây. Vây ngực nối với một tuyến nọc độc và được coi là nguy hiểm. Không giống phần lớn các loài trong họ Clariidae, các loài thuộc chi Heteropneustes không có cơ quan đường rối (labyrinth) đặc trưng của họ này.
H. fossilis được tìm thấy chủ yếu trong ao, mương, đầm lầy và đầm lầy, nhưng đôi khi hiện diện ở những con sông bùn. Nó có thể chịu nước hơi lợ. Nó là loài ăn tạp, sinh sản ở các vùng nước được giới hạn trong các tháng gió mùa, nhưng có thể sinh sản trong ao, ao bỏ hoang, và mương khi đủ nước mưa tích tụ.
Các loài này đều đẻ trứng; chúng có khả năng sinh sống thành các cặp riêng.

## Hình ảnh

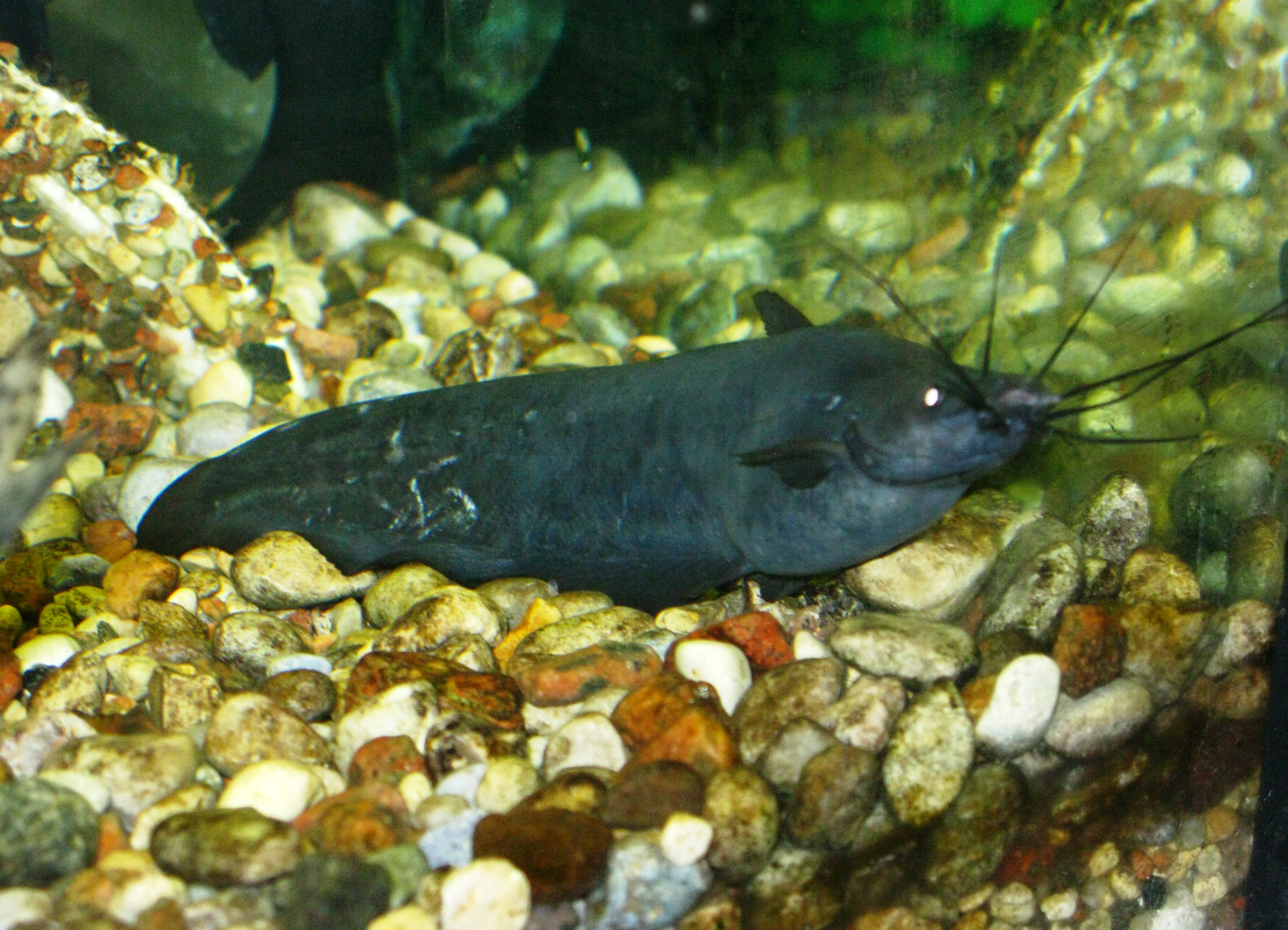
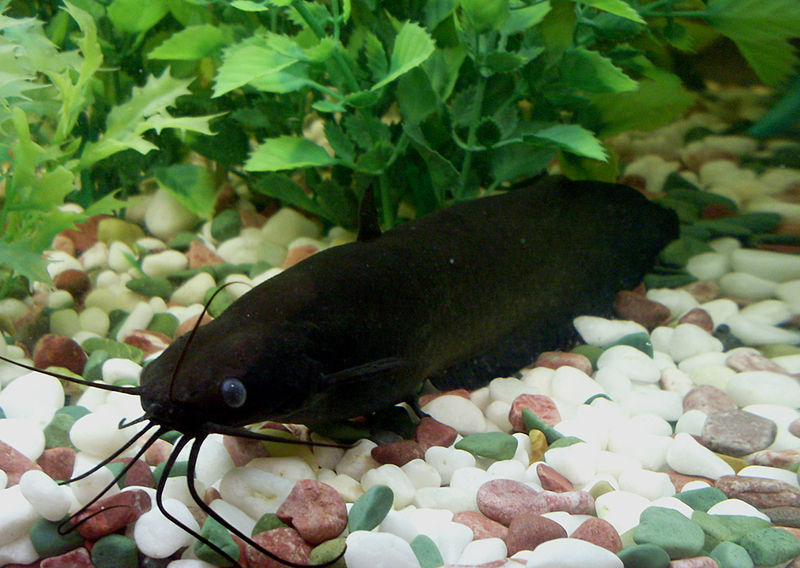